# Kaitlin Doubleday
Pour les articles homonymes, voir Doubleday.
Janette Kaitlin Doubleday est une actrice américaine née le 19 juillet 1984 à Los Angeles.

## Biographie

### Jeunesse
Ses parents sont Frank Doubleday (en) et Christina Hart ; elle est la sœur de Portia Doubleday.

### Carrière
Depuis 2015, elle interprète Rhonda Lyon dans la série télévisée Empire.
En 2016, elle sera à l'affiche du film Po de John Asher.

### Vie privée
En mai 2016, elle épouse Devin Lucien. Ensemble, ils ont un garçon né en février 2019.

## Filmographie

### Cinéma

#### Courts-métrages
- 2012 : What About Gavin? : Kaitlin (voix)
- 2012 : Famous : Gretchen
- 2013 : The Magic Bracelet : Lainey

#### Longs-métrages
- 2002 : Arrête-moi si tu peux de Steven Spielberg : Joanna
- 2004 : Home of Phobia (en) : Amanda
- 2005 : Service non compris de Rob McKittrick (en) : Amy
- 2006 : The TV Set de Jake Kasdan : Jesse Filmore
- 2006 : Admis à tout prix de Steve Pink (en) : Gwynn
- 2009 : Ligeia : Rowena
- 2011 : Le prix d'une vie de Andrew C. Erin (en) : Kate Johnson
- 2012 : Mulligan : Tinker
- 2015 : Inversion : AJ
- 2015 : Dragon Warriors : Ennogard
- 2016 : Po de John Asher : Amy

### Télévision

#### Téléfilms
- 2012 : Le Noël des sœurs March : Meg March
- 2013 : Comment j'ai rencontré le prince charmant : Celeste Jeffers-Johnson
- 2019 : Une famille en cadeau (Christmas at Graceland: Home for the Holidays) d'Eric Close : Harper Ellis

#### Séries télévisées
- 2002 : FBI : Portés disparus : Becky Radowsky / Eve Cleary
- 2003 : La Vie avant tout : Julie Windsor
- 2004 : Cold Case : Affaires classées : Holly Richardson en 1995
- 2006 : Justice : Elizabeth Morris
- 2007 : Cavemen : Kate McKinney
- 2008 : Les Experts : Miami : Amanda Brighton
- 2009 : Brothers and Sisters : Chelsea Yeager
- 2009 : Bones : Karin Lin
- 2010 : The Closer : L.A. enquêtes prioritaires : Linda
- 2010 : Esprits criminels : Kelly Landis
- 2011 : Les Experts : Evan Ferrari
- 2011 : Chase
- 2011 : Drop Dead Diva : Cassie
- 2011 : Childrens Hospital : une interne
- 2011 : Hung : Logan Lewis
- 2013 : Witches of East End : Elyse
- 2014 : Mixology : Trista
- 2015 -  2018: Empire : Rhonda Lyon
- 2017 - 2018 : Nashville : Jessie Caine